# Claudia Bunge
Claudia Mary Bunge (* 21. September 1999 in Auckland) ist eine neuseeländische Fußballspielerin.

## Karriere

### Vereine
Bunge kam von 2016 bis 2018 in drei Spielzeiten für den Glenfield Rovers AFC im Regionalverband Northern Football Federation in Punktspielen zum Einsatz und erreichte das am 11. September 2016 in Auckland ausgetragene Finale um den Kate Sheppard Cup. Da das Spiel gegen den Forrest Hill Milford United AFC nach 90 Minuten mit 1:1 und nach 120 Minuten mit 2:2 endete, wurde der Sieger im anschließenden Elfmeterschießen ermittelt; mit 4:3 gewann der Forrest Hill Milford United AFC den Pokal.
Anschließend, von Januar 2019 bis November 2020, spielte sie für die Northern Lights in der National Women’s League. Nach der regulären Spielzeit 2019 belegte sie mit ihrer Mannschaft den zweiten Platz, fünf Punkte hinter Canterbury United Pride gegen die das Finale um die Meisterschaft am 15. Dezember erst mit 2:4 im Elfmeterschießen verloren wurde.
Im November 2020 wurde sie als Neuzugang des australischen Erstligisten Melbourne Victory auf der Vereinswebsite bekanntgegeben. Für die Mannschaft, mit der sie zweimal in Folge die Meisterschaft gewann, bestritt sie bis zum Ende der regulären Saison am 1. April 2023 (20. Spieltag) und den zwei Spielen der Finalrunde um die Meisterschaft 45 Punktspiele, in denen sie vier Tore erzielte.
Im August 2023 wurde sie als Neuzugang des dänischen Erstligisten HB Køge auf der Vereinswebsite vorgestellt.

### Nationalmannschaft
Mit der U17-Nationalmannschaft nahm sie zunächst an der Weltmeisterschaft 2016, des Weiteren mit der U20-Nationalmannschaft an der Weltmeisterschaft 2018 teil. In beiden Turnieren bestritt sie jeweils drei Spiele der Gruppe A.
Ihr Debüt für die A-Nationalmannschaft hatte sie dann im Yongchuan International Tournament in der Volksrepublik China, als sie am 7. November 2019 im mit 0:2 verlorenen Halbfinale gegen die Nationalmannschaft Chinas von Beginn an spielte. Nach Einsätzen im Turnier um den Algarve-Cup 2020 gehörte sie auch dem Kader für das olympische Fußballturnier 2020 an, in dem sie im letzten Spiel der Gruppe G – bei der 0:2-Niederlage gegen die A-Nationalmannschaft Schwedens – in der 88. Minute für Daisy Cleverley eingewechselt wurde. Danach folgten weitere Freundschaftsspiele und Einsätze bei Einladungsturnieren.
Am 30. Juni 2023 wurde sie in den Kader für die Weltmeisterschaft 2023 berufen. Im Turnier kam sie im ersten und dritten Spiel der Gruppe A als Einwechselspielerin zum Einsatz, bevor sie mit ihrer Mannschaft nach der Vorrunde aus dem Turnier ausschied.

## Erfolge
- Australischer Meister 2021, 2022
- Finalist Neuseeländische Meisterschaft 2019